# Дубровка (Аургазинський район)
Дубро́вка (рос. Дубровка, башк. Дубровка) — присілок у складі Аургазинського району Башкортостану, Росія. Входить до складу Ібраєвської сільської ради.
Населення — 150 осіб (2010; 138 в 2002).
Національний склад:
- чуваші — 97%